# Biserica de lemn din Luncoiu de Jos

Biserica de lemn „Adormirea Maicii Domnului” din Luncoiu de Sus, comuna Luncoiu de Jos, județul Hunedoara, foto: octombrie 2008.

Biserica de lemn din Luncoiu de Jos, comuna Luncoiu de Jos, județul Hunedoara a fost construită în anul 1852. Are hramul „Adormirea Maicii Domnului”. Biserica nu a fost introdusă în noua listă a monumentelor istorice.

## Istoric și trăsături
Biserica din centrul comunal, ridicată în anul 1852, în timpul păstoririi preotului Petru Ivan, este un edificiu de plan dreptunghiular, cu absida decroșată, de formă pentagonală. Intrarea, amplasată pe latura apuseană, este protejată printr-un pridvor deschis din scânduri renovat în 1913. În dreptul altarului a fost înălțat un turn-clopotniță separat, cu un coif scund, învelit în tablă. Bolțile semicilindrice au fost înlocuite, în urmă cu câteva decenii, cu tavane plane. Anterior obștea locală fusese deservită liturgic tot de o ctitorie de bârne, ridicată în „Podeu”, în anul 1787. Mistuită de flăcări în timpul Revoluției de la 1848-1849, aceasta a succedat altui lăcaș de cult din lemn (tradiția locală îi fixează începuturile în anul 1459), distrus de unguri în 1785; toponimele „Sub Biserică” și „Dâmbul Bisericii”, confirmă existența acestui edificiu, în care slujise, în 1525, preotul Pop („Pap pap”), menționat în urbariul cetății Șiria.
Biserica actuală, tencuită în întregime și văruită, a moștenit de la predecesoarele sale câteva icoane valoroase, purtând semnăturile meșterilor zugravi Ioan din Ardeu, Constantin din Rișca și Gheorghe din Rășinari; unele dintre acestea au fost repictate în anul 1867, de Dionisie Iuga din Nicula. Dezafectat cultului în perioada interbelică, edificiul, acoperit cu țiglă, este folosit astăzi pe post de capelă funerară.